# 5376 Maruthiakella
5376 Maruthiakella è un asteroide della fascia principale. Scoperto nel 1990, presenta un'orbita caratterizzata da un semiasse maggiore pari a 2,414152 UA e da un'eccentricità di 0,175602, inclinata di 12,450951° rispetto all'eclittica. Ha un diametro di 8,943 km, un periodo di rotazione di 6,2346 ore e un'albedo di 0,139.